# NK Omladinac Vukojevci
NK Omladinac je nogometni klub iz Vukojevaca nedaleko Našica u Osječko-baranjskoj županiji. Trenutačno se natječe u 1. ŽNL Osječko-baranjskoj.
NK Omladinac je član Nogometnog središta Našice te Nogometnog saveza Osječko-baranjske županije. U klubu treniraju dvije kategorije: pioniri i seniori.
Klub je osnovan 1967.
Status u 2. ŽNL Našice za sezonu 2017./18. klub je zadržao nakon kvalifikacija protiv drugo plasirane ekipe 3. ŽNL Liga NS Našice NK Zagorac 1952 Beljevina 1:0 i 1:2.

## Uspjesi kluba
- 2000./01.. 2002./03. i 2022./23. – prvak 2. ŽNL NS Našice.
- 2011. – kup NS Našice

## Vanjske poveznice
- http://www.nogos.info/  Arhivirana inačica izvorne stranice od 22. svibnja 2016. (Wayback Machine)